# Rex Carroll
Rex Carroll est un guitariste né à Cincinnati, Ohio. Il est principalement connu pour être le guitariste fondateur du groupe de metal chrétien Whitecross. Il a également joué avec King James, Fierce Heart, Eden et il est le chanteur guitariste de son propre groupe The Rex Carroll Band.